# Aliança Cristã Evangélica Brasileira
A Aliança Cristã Evangélica Brasileira é uma aliança evangélica do Brasil, de caráter nacional, membro da Aliança Evangélica Mundial. É uma associação de denominações cristãs, organizações cristãs, instituições educacionais e igrejas locais no Brasil. A sede está em Brasilia, Brasil. Seu presidente é Olgálvaro Bastos, seu CEO no Brasil é Cassiano Luz.

## História

### Iniciativa e precedentes
Historicamente, no Brasil, existiam a Conferência Evangélica Brasileira (CEB)- que funcionou por três décadas, até 1964 - , e a Associação Evangélica Brasileira (AEVB), fundada em 1991. Todavia, ambas as organizações foram extintas.
A partir de 2009, através de reuniões com lideranças evangélicas, foi visto a necessidade de criar uma organização que reunisse as diferentes denominações evangélicas brasileiras. Como base desta organização surgiu a Carta de Princípios e Diretrizes. Em 30 de novembro de 2010 foi fundada a Aliança na 
Catedral Metodista de São Paulo.

## Declarações
Uma das diretrizes de sua organização é ser contra o "voto de cajado" onde um líder religioso é indicado para ocupar uma posição na igreja. 
Além disso a organização condena o racismo e a corrupção.

## Filiados

### Denominações
- Luteranismo 
  - Comunidade Evangélica de Confissão Luterana São João em Pelotas
- Anglicanismo 
  - Diocese Anglicana do Recife
- Igrejas Congregacionais 
  - Aliança das Igrejas Evangélicas Congregacionais do Brasil
  - União das Igrejas Evangélicas Congregacionais do Brasil
- Igrejas Batistas 
  - Convenção Batista Nacional
  - Convenção das Igrejas Batistas Independentes
- Metodismo 
  - Igreja Metodista
  - Igreja Metodista Livre[18]
- Movimento Santidade 
  - Igreja Evangélica Holiness do Brasil
  - Igreja do Nazareno
- Pentecostalismo 
  - Igreja de Deus no Brasil
  - Comunidade da Graça[18]
  - Igreja Assembleia de Deus Independente

Ao todo são 56 igrejas fazem parte da Aliança.

### Organizações
- Aliança Bíblica Universitária do Brasil
- Associação Basiléia
- Associação Judeus por Jesus
- Conselho de Pastores e Líderes Evangélicos Indígenas/CONPLEI
- Editora Ultimato
- Instituto Bíblico Betel Brasileiro
- Missão Portas Abertas
- Movimento Encontrão
- Visão Mundial

Ao todo 61 instituições fazem parte da Aliança.

### Pessoas
Cerca de 81 pessoas são membros individuais da organização.

### Convites
A Convenção Batista Brasileira foi oficialmente convidada a participar da Aliança em uma reunião que ocorreu nos dias 14 e 15 de Abril de 2015.
A Igreja Presbiteriana do Brasil recebeu em sua Secretaria Executiva do Supremo Concílio de 2015 um pedido de adesão a Aliança, porém adiou a decisão sobre a entrada na Aliança para a Reunião Ordinária do seu Supremo Concílio, que ocorreu em 2018. Na referida reunião, o Supremo Concílio  deliberou pela não entrada na Aliança e declarou que os objetivos da ACEB são incompatíveis com seus padrões confessionais.

### Ex-membros
A  Aliança das Igrejas Cristãs Nova Vida, embora fundadora, se retirou da Aliança em 2011.